# Мухаметгареев, Венер Мансурович
Венер Мансурович Мухаметгареев (род. 22 декабря 1961, Уфа, Башкирская АССР) — лётчик-испытатель лётно-испытательного центра федерального государственного унитарного предприятия «Лётно-исследовательский институт имени М. М. Громова» (ЛИИ), майор запаса. Герой Российской Федерации (2008). Заслуженный лётчик-испытатель Российской Федерации (2015).

## Биография
Родился 22 декабря 1961 года в Уфе в рабочей семье. В 1979 году Венер Мухаметгареев окончил среднюю школу № 109 Орджоникидзевского района города Уфы.
В Советской Армии с 1979 года. В 1983 году окончил Сызранское высшее военное авиационное училище лётчиков, служил в строевых частях Военно-Воздушных Сил СССР, в том числе до 1986 года в Группе советских войск в Германии. В 1986—1987 годах — в составе ограниченного контингента советских войск в Демократической Республике Афганистан участвовал в боевых действиях. Был командиром вертолёта Ми-24, на котором с экипажем совершил сто сорок три боевых вылета, за что был награждён орденом Красной Звезды.
С 1988 года капитан Мухаметгареев В. М. — в запасе. В 1989 году он окончил Школу лётчиков-испытателей Министерства авиационной промышленности СССР. С октября 1989 года — на лётно-испытательной работе в Лётно-исследовательском институте имени М. М. Громова.
Лётчик-испытатель Венер Мухаметгареев на высоком профессиональном уровне провёл сертификационные испытания вертолёта Z-11; испытания силовой установки вертолёта Ка-50; существенный объём испытательных работ на вертолётах Ми-34 и Ка-32 по тематике ЛИИ имени М. М. Громова. В 1997 году В. М. Мухаметгарееву присвоена квалификация «лётчик-испытатель 1-го класса».
За годы лётно-испытательной работы принимал участие в испытаниях вертолётов гражданского и военного назначения, таких как Ми-8МТВ, Ми-19, Ми-24, Ми-28Н «Ночной охотник», Ми-34, Ми-171, Ка-27, Ка-29, Ка-31, Ка-32, Ка-50 «Черная акула», Ка-126, Ка-226, АНСАТ, Z-11.
Майор запаса, 305-й Герой, чья судьба связана с Башкирией, В. М. Мухаметгареев живёт и работает в городе Жуковском Московской области.

## Награды и звания
- Звание Герой Российской Федерации с вручением особого знака отличия — медали «Золотая Звезда» — Указ Президента РФ от 4 июня 2008 года за мужество и самоотверженность, проявленные при лётных испытаниях, и проявленные при этом мужество и героизм. Награда была вручена Герою в торжественной обстановке в московском Кремле 15 октября 2008 года[2].
- Орден Красной Звезды;
- Орден Мужества (2005) — за мужество и самоотверженность, проявленные при испытании авиационной техники в условиях, сопряженных с риском для жизни[3];
- Заслуженный лётчик-испытатель Российской Федерации (2015)[4];
- Медаль «100 лет образования Татарской Автономной Советской Социалистической Республики»[5]